# Slovenska ulica, Maribor
Slovenska ulica je ena izmed ulic v središču Maribora. Nastala je leta 1876, ko se je združila z dvema starima mestnima ulicama (Windisch Gasse in Burg Gasse). Pri koncu 19. stol. so omogočili prehod med Slovensko in Strossmayerjevo ulico s podrtjem dveh stavb. To ulico omenjajo že od začetka 14. stoletja. Njeno ime zgovorno govori, da je bil v srednjem veku dobršen del mariborskega prebivalstva slovenski. V hiši na vogalu Slovenske in Tyrševe ulice se je leta 1827 rodil Wilhelm Tegetthoff, avstro-ogrski viceadmiral.